# Greet Rome
Pour les articles homonymes, voir Rome (homonymie).
Greet Rome est une dentellière belge. Elle s'engage pour la préservation et la revalorisation de l'art traditionnel de la dentelle de Lierre et des expériences contemporaines avec la dentelle.

## Biographie
Greet Rome étudie l'art de la dentelle à l'Académie communale des Beaux-Arts de Lierre puis la dentelle contemporaine au fuseau à l'Académie des arts visuels du Hageland à Aarschot.
Elle se spécialise dans la dentelle de Lierre qui a la particularité de n'être ni de la dentelle aux fuseaux, ni de la dentelle à l'aiguille, ce qui lui vaut d'être sous-estimée.
Elle perfectionne son expertise en étudiant des techniques de dentelle similaires et met en évidence des liens entre le dentelle de Lierre et le point de Lunéville, les  dentelles irlandaises de Coggeshall, de Limerick, la dentelle écossaise de Carickmacross, la dentelle canadienne de Hamilton  et la dentelle d’Eybenstock en Allemagne.
Elle utilise cette connaissance des différentes techniques  dans ses créations personnelles. Elle crée des pièces raffinées et légères, avec des figures découpées ou en trois dimensions, utilise la couleur à la manière d'un peintre et en jouant avec les différences de fils.
Elle enseigne l'art de la dentelle à Lier et également en Allemagne, en France, à Malte, aux Pays-Bas, aux États-Unis et au Canada.
En 1995, Greet Rome fonde l'atelier de Kant-e-Lier, une plate-forme pour promouvoir la dentelle de Lier sous ses formes traditionnelles et contemporaines et encourager les collaborations entre différents groupes de dentelles. Elle-même développe un nouveau type de dentelle de Lier « A» qua Lace, un type de dentelle sans support..
Son travail est exposé aussi bien en Belgique qu'à l'étranger.
Elle est lauréate du Concours International de Dentelle 2001 à Ballieul et en 2008 elle remporte le premier prix au séminaire IOLI "All kin of flowers".
Greet Rome publie Lierse Kant vroeger en nu (La dentelle de Lier hier et aujourd'hui) en 1991 sur la dentelle de Lier à la fois traditionnelle et contemporaine et Lier lace in colour (La dentelle de Lier en couleur) en 2018, sur l'interprétation contemporaines de l'art de la dentelle de Lier.
Elle est également Présidente du Congrès Mondial de la Dentelle "Living Lace" 2018 à Bruges.

## Publications
- Lierse Kant Oud en Nieuw, Uitgeverij P, 1991  (ISBN 978-9073214033)
- Lier lace in colour